# Ніколаєв Юрій Олександрович
Юрій Олександрович Ніколаєв (нар. 16 грудня 1948, Кишинів) — радянський і російський теле — і радіоведучий, актор та пропагандист. Народний артист Російської Федерації.

## Біографія

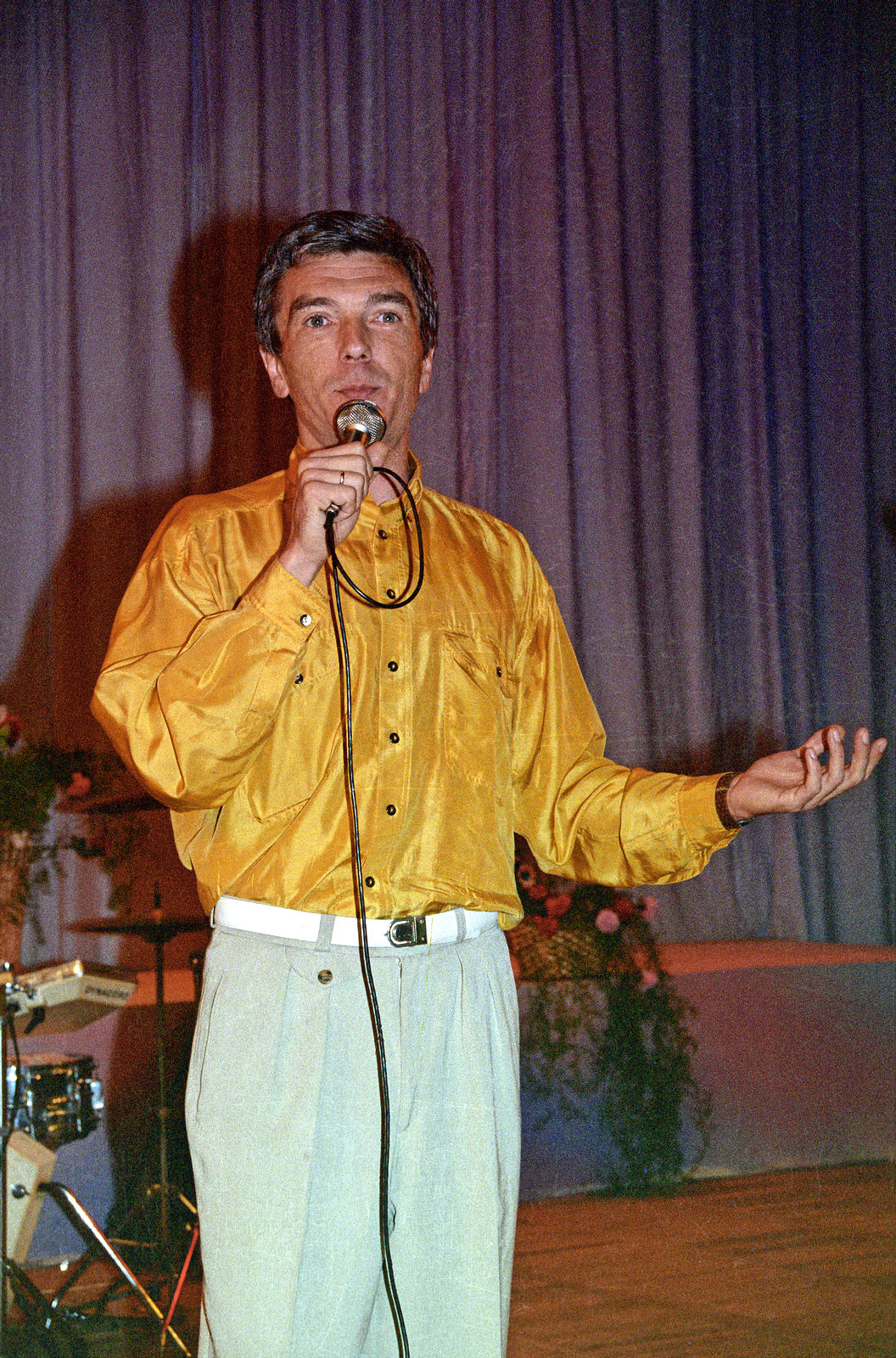
1991 рік

Народився 16 грудня 1948 року в Молдавській РСР, у місті Кишиневі.
Мати — Валентина Гнатівна була капітаном КДБ, а батько — Олександр Сильвестрович Ніколаєв — полковником МВС, був нагороджений багатьма орденами і медалями. Його дід був репресований, переїхав жити до Канади, про що Юрій дізнався вже будучи дорослим Є сестра Тетяна.
У шкільні роки відвідував театральний гурток і грав дитячі ролі на кишинівському телебаченні
У 1965 році закінчив школу і вступив до ГІТІСу, який закінчив п'ять років по тому за фахом «Актор театру і кіно». З 1970 по 1975 роки працював у Московському театрі ім. О. С. Пушкіна. З 1973 по 1975 роки позаштатно працював на телебаченні. З 1975 року — в штаті центрального телебачення Держтелерадіо СРСР у відділі дикторів. Перша передача, яку вів Юрій Ніколаєв, називалася «Вперед, хлопці!».
З 1975 по 1991 рік — постійний ведучий щотижневої музичної програми «Ранкова пошта», однієї з найпопулярніших передач радянського телебачення. Нетривалий час був ведучим новинних програм центрального телебачення Держтелерадіо СРСР. Вів також популярні музичні програми: «Блакитний вогник», «Пісня року», фестивалі пісні з Юрмали, дитячі передачі «На добраніч, малюки!» та інші.
У 1991 році створює телевізійну продюсерську фірму «ЮНІКС» («Юрій Ніколаєв Студія»), що випускає щотижневу програму «Ранкова зірка». Був беззмінним ведучим цієї передачі з 1991 по 2003 рік. З березня 1995 року — один з продюсерів розважальної програми «Вгадай мелодію!».
Наприкінці 1995 року виступив одним із засновників творчого об'єднання «Квінт». З лютого 1996 року — генеральний продюсер Московської телекомпанії і художній керівник Московського телеканалу (до лютого 1997 року).
У 1996 році Юрій Ніколаєв придумав і втілив на екрані першу національну премію дитячої творчості «Покликання». У червні 1996 року, під час передвиборної молодіжної кампанії «Голосуй, або програєш» за переобрання Президента РФ, разом з Якубовичем здійснив «Концертно-пізнавальний переліт „Єльцин — наш Президент!“».
З лютого 1997 року він ведучий відновленої музичної програми «Ранкова пошта». З 2003 по 2008 рік працював на телеканалі «Росія». У 2003—2005 роках вів програму про російську освіту «Велика перерва», а в 2006—2008 роках був ведучим телевізійних шоу «Танці на льоду» (2 сезони) і «Танці з зірками» (3 сезони) на цьому ж каналі.
Восени 2009 року повернувся на «Перший канал». З 6 вересня 2009 по 25 вересня 2016 року — ведучий шоу «Надбання республіки». З 2 вересня 2013 року по 2014 рік вів телепрограму «В наш час». З 9 липня 2017 року — ведучий ранкової програми «Чесне слово» Також періодично веде на даному каналі святкові концерти.

### Особисте життя
- Перша дружина — однокурсниця Галина[4].
- Друга дружина з 5 квітня 1975 року[6] — Елеонора Олександрівна Ніколаєва (до шлюбу Гравіс[10], нар.. 28 листопада 1951), сестра його друга актора Рональда Гравіса (1943—2006)[11][10], донька джазового музиканта Олександра Гравіса, який грав на контрабасі в оркестрі Олега Лундстрема, і перекладачки англійської мови Кіри Петрівни. Познайомилися, коли Юрію було 18, а Елеонорі 14 років[6][4]. За фахом економістка, закінчила Московський фінансовий інститут[12] (фінансовий директор АТ «Юнікс»).

Дітей у Юрія Ніколаєва немає.
У книзі «Влад Лістьєв. Упереджений реквієм» розказано, що пара була дуже близька з родиною Владислава Лістьєва незадовго до вбивства останнього.

### Телебачення
- «Вперед, хлопці!»[6]
- «Ранкова пошта» (1975—1991, 1997—1999)[15]
- «Блакитний вогник»
- «Пісня року» (1985)
- «На добраніч малюки!»
- Фестивалі пісні з Юрмали
- «Ранкова зірка» (1991—2003)[16]
- «Велика перерва» (2003—2005)[17]
- «Дитяче Євробачення 2005» — коментатор[18]
- «Танці з зірками» (2006—2008, три сезони, з Анастасією Заворотнюк)[19]
- «Танці на льоду» (2006—2007, два сезони, з Анастасією Заворотнюк)[20]
- «Надбання республіки» (2009—2016, з Дмитром Шепелєвим)[21][22]
- «У наш час!» (2013—2014, з Ангеліною Вовк і Тетяною Ведєнєєвою)[23]
- «Чесне слово» (з 9 липня 2017 року)[24]

## Нагороди та почесні звання

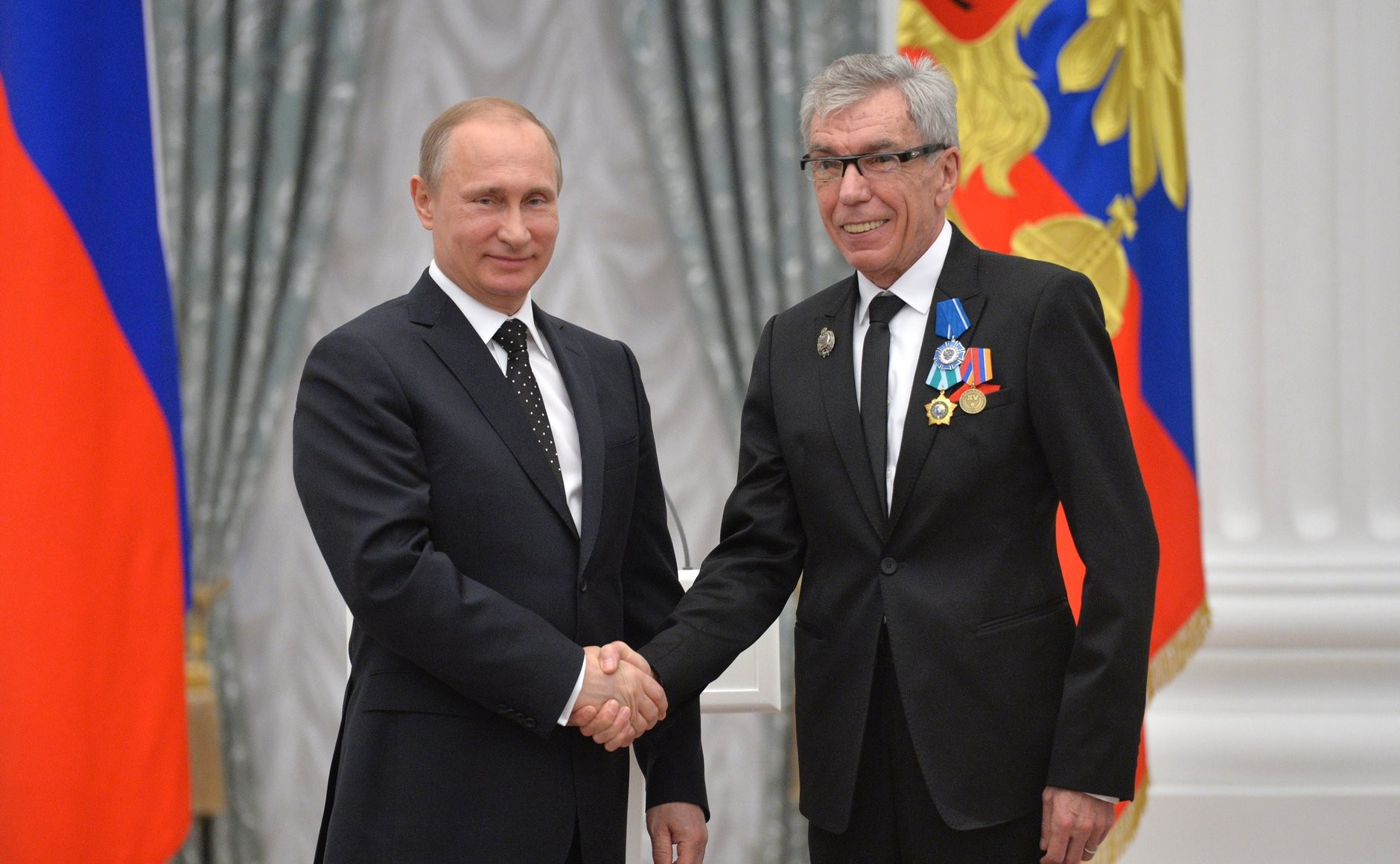
Нагородження орденом Пошани.
Москва, Кремль, 21 травня 2015 року

- Член Спілки журналістів Російської Федерації
- Член редакційної ради журналу «Ведмідь».
- Член Московського Англійського клубу[1].
- З 1997 року — член опікунської Ради «ЮНЕСКО»[1].
- Двічі лауреат премії Спілки журналістів Росії (1992, 1996 рр.)[1].
- Заслужений артист Російської Федерації (13 вересня 1994 рік) —  за заслуги в галузі мистецтва [25].
- Народний артист Російської Федерації (18 грудня 1998 року)[26].
- З 2007 року — член Академії Російського телебачення[1].
- Орден Дружби (9 травня 2007 року) —  за заслуги у сфері культури, друку, телерадіомовлення і багаторічну плідну працю[27].
- Орден Пошани (14 січня 2014 року) —  за великі заслуги в розвитку вітчизняного телебачення, радіомовлення, преси та багаторічну плідну діяльність[28].
- 8 червня 2018 року отримав спеціальний приз Премії Муз-ТВ 2018 «За внесок в життя»[29].
- Почесна грамота Президента Російської Федерації (25 вересня 2018 року)[30]

## Факти
- Увечері 2 червня 1978 року Юрій Ніколаєв читав програму телепередач радянського телебачення в стані алкогольного сп'яніння[31]. Незважаючи на перспективу найжорсткіших наслідків для Ніколаєва, глава Держтелерадіо СРСР Сергій Лапін вирішив: «Строго покарати, але на телебаченні залишити».
- Підтримує прийняття закону, який забороняє пропаганду гомосексуальності[32].
- У 2015 році виконав пісню «Острів Юрій» на слова свого тезки і однофамільця Юрія Ніколаєва, батька Ігоря Ніколаєва. Музику до пісні написав Ігор Ніколаєв.

## Фільмографія
- 1971 — «Великі перегони» — Ігор Шилов
- 1972 — «Дівчина з камери № 25»
- 1972 — «Льоди йдуть в океан (телеспектакль)» — Костя Байкін
- 1976 — «Дресирувальники»
- 1977 — «Ходіння по муках» — Шаригін
- 1981 — «Таємниця, відома всім» — Юрій Миколайович (камео)
- 1982 — «З кішки все і почалося» — тато Юри, артист
- 1984 — «Перш, ніж розлучитися»
- 1986 — «Як стати зіркою»
- 2009 — «Аннушка» — камео